# Lucie Škrobáková
Lucie Škrobáková (ur. 4 stycznia 1982 w Hodonínie) – czeska lekkoatletka, płotkarka, halowa wicemistrzyni Europy z Turynu (2009).
W 1999 roku startowała w mistrzostwach świata juniorów młodszych w Bydgoszczy na dystansie 400 m przez płotki.

## Osiągnięcia
- brązowy medal Mistrzostw Europy juniorów w lekkoatletyce (Bieg na 100 metrów przez płotki Grosseto 2001)
- srebro Halowych Mistrzostw Europy (Bieg na 60 metrów przez płotki Turyn 2009)
- półfinał igrzysk olimpijskich (Bieg na 100 metrów przez płotki Londyn 2012)
- wielokrotna mistrzyni i rekordzistka kraju

## Rekordy życiowe
- Bieg na 100 m przez płotki – 12,73 (2009) rekord Czech
- Bieg na 60 m przez płotki (hala) – 7,95 (2009) rekord Czech